# O Coro: Sucesso, Aqui Vou Eu
O Coro: Sucesso, Aqui Vou Eu é uma série de televisão brasileira musical de drama adolescente, criada por Miguel Falabella e produzida pela Nonstop e Formata Produções e Conteúdo para o serviço de streaming Disney+. No Brasil, a primeira temporada de dez episódios da série foi lançada em 28 de setembro de 2022 no Disney+. Em 27 de maio de 2023, a Disney removeu a série da plataforma juntamente com outras dezenas de produções, como parte de uma estratégia para economizar custos.
Conta com as participações de Miguel Falabella, Sara Sarres, Guilherme Magon, Gabriella Di Grecco, Graciely Junqueira, Lucas Wickhaus, Rhener Freitas, Bruno Boer e Karin Hils nos papéis principais.

## Premissa
Um grupo de jovens adultos de diferentes origens respondeu a uma chamada de audição para um grupo de teatro. Nisso eles veem a chance de reviver seus sonhos há muito reprimidos e buscar novos objetivos, ao mesmo tempo em que seguem uma carreira no teatro. Encorajados pela superação do primeiro grande obstáculo, os aspirantes a cantores e atores vivenciam um colorido misto de emoções, em que desperta neles não só o fascínio pelo multifacetado mundo do teatro, mas também com diferentes formas de amor, os fantasmas de seu passado, bem como o medo do fracasso. Porque uma coisa permanece certa, caso falhem, seus sonhos e a oportunidade recém-criada podem desaparecer de um dia para o outro.

## Produção

### Desenvolvimento
Durante uma apresentação escolar na escola de um filho de um casal de amigos de Miguel Falabella que mora nos Estados Unidos, a qual reunia um apanhado de músicas de peças da Broadway, o ator ficou encantado e teve a ideia de montar algo semelhante no Brasil. Foi quando ele começou a idealizar o que viria a ser a série O Coro: Sucesso, Aqui Vou Eu. Falabella também acrescentou elementos de sua própria experiência ao enredo da série, ele já havia dirigido 12 espetáculos, sobretudo musicais, à época.
Em dezembro de 2020, a coluna UOL anunciou que Miguel Falabella havia fechado acordo com o Disney+ para realizar a produção de duas séries exclusivas para o streaming. Já em 23 de setembro de 2021, a Disney divulgou que as gravações da primeira série musical brasileira do Disney+ haviam sido iniciadas, sendo ela criada, protagonizada e dirigida por Miguel Falabella. Junto com o anúncio, imagens oficiais da produção também foram distribuídas. Este é o primeiro projeto de televisão de Falabella fora da TV Globo, onde atuou por 38 anos.

### Trilha Sonora
A série conta com trilha sonora inteiramente nacional e todas as músicas foram cantadas pelo próprio elenco. Entre os cantores homenageados, estão Cazuza, Titãs, Chico Buarque, e outros. Sobre a musicalidade da série, Miguel Falabella disse em entrevista ao website BuzzFeed: "Sempre acreditei que a música chega no coração das pessoas, e temos um cancioneiro muito rico e bacana, e é lindo ver jovens cantando nossos clássicos. Cada episódio brinca um pouco com uma sonoridade da música brasileira".

### Escolha do elenco
O elenco da série reúne um time de atores já conhecidos e também estreantes na televisão. Alguns já haviam trabalhado com Falabella anteriormente, como Karin Hils (Aquele Beijo, Sexo e as Negas e Pé na Cova), Magno Bandarz (Pé na Cova) e Daniel Rangel (Eu, a Vó e a Boi). Para a escolha do elenco, Miguel realizou inúmeas audições com diversos atores e atrizes. O diretor contou em entrevista que nem todos os atores foram aprovados de primeira nos testes, situação retratada também no enredo da série, como é o caso de Lucas Wickhaus que interpreta Jorge Novaes. Um dia Miguel o viu em um comercial e disse que precisava de um ator com o perfil dele, então pediu para sua produtora de elenco entrar em contato com Lucas e ela o advertiu que ele já havia feito teste para a produção. Falabella então ligou para Lucas e pediu para que ele refizesse o teste, sendo então aprovado.

## Elenco e personagens
| Legenda         | Legenda                              |
| --------------- | ------------------------------------ |
|                 | Creditado no elenco principal        |
|                 | Creditado no elenco recorrente       |
|                 | Creditado como participação especial |
| Does not appear | Personagem ausente                   |

| Principal           |                                |  |
| Miguel Falabella    | Renato Milva                   |  |
| Sara Sarres         | Marita Bell                    |  |
| Karin Hils          | Marion de Almeida              |  |
| Guilherme Magon     | Artur Manzo                    |  |
| Magno Bandarz       | Fernando Lino                  |  |
| Luci Salutes        | Sandra Regina dos Santos       |  |
| Lucas Wickhaus      | Jorge Novaes                   |  |
| Gabriella Di Grecco | Nora Labbra                    |  |
| Bruno Boer          | Cícero (Sissy)                 |  |
| Mica de Fuego       | Alícia Peralta                 |  |
| Graciely Junqueira  | Ivone                          |  |
| Carolina Amaral     | Antonia Lowe                   |  |
| Rhener Freitas      | Maurício Sombah                |  |
| Daniel Rangel       | Leandro Maciel                 |  |
| Hipólyto            | Reginaldo de Almeida           |  |
| Bárbara Guerra      | Cristina Davas                 |  |
| Recorrente          |                                |  |
| Lilian Valeska      | Délia Novaes                   |  |
| Letícia Soares      | Deisi Novaes                   |  |
| Ester Elias         | Glória                         |  |
| Sam Sabbá           | Alessandro Manzo               |  |
| Rafael Machado      | Cyrano de Almeida              |  |
| Renata Vilela       | Dione dos Santos               |  |
| Jandir Ferrari      | João Maciel                    |  |
| Débora Olivieri     | Isabela Labbra                 |  |
| Caio Mutai          | Emídio                         |  |
| Bia Brumatti        | Florência Albuquerque (Flor)   |  |
| Fer Dente           | Freddy                         |  |
| Alexandre Moreno    | Josimar                        |  |
| Breno Ganz          | Caio                           |  |
| Guilherme Logullo   | Joaquim                        |  |
| Dudu Ejchel         | Luciano                        |  |
| Kauê Rodrigues      | Reginaldo de Almeida (criança) |  |
| Daniel Rocha        | Mariano Fronzi                 |  |
| Alexia Twister      | Ela mesma (Drag)               |  |

## Episódios

### Resumo
| Temporada | Temporada | Episódios | Exibição             | Exibição               |
| Temporada | Temporada | Episódios | Estreia de temporada | Final de temporada     |
| --------- | --------- | --------- | -------------------- | ---------------------- |
|           | 1         | 10        | 28 de setembro 2022  | 28 de setembro de 2022 |

### Primeira Temporada (2022)
| N.º na série | N.º na temp. | Título                           | Dirigido por                        | Escrito por                       | Exibição original      |
| --- | ------------ | -------------------------------- | ----------------------------------- | --------------------------------- | ---------------------- |
| 1 | 1            | "Você Sabe o que é ter um Amor?" | Cininha de Paula e Miguel Falabella | Miguel Falabella e Rosana Hermann | 28 de setembro de 2022 |
| Em busca de um sonho, um grupo de jovens artistas faz audições para uma companhia de teatro musical.                   |              |                                  |                                     |                                   |                        |
| 2 | 2            | "Berrante"                       | Cininha de Paula e Miguel Falabella | Miguel Falabella e Rosana Hermann | 28 de setembro de 2022 |
| Começam os 15 dias de workshops de audições e Marita desconfia de Antônia e Maurício.                                  |              |                                  |                                     |                                   |                        |
| 3 | 3            | "Toda Forma de Amor"             | Cininha de Paula e Miguel Falabella | Miguel Falabella e Rosana Hermann | 28 de setembro de 2022 |
| Nas audições, a pressão e as avaliações incorretas geram afinidades e distâncias entre todos.                          |              |                                  |                                     |                                   |                        |
| 4 | 4            | "O Amor é Meu País"              | Cininha de Paula e Miguel Falabella | Miguel Falabella e Rosana Hermann | 28 de setembro de 2022 |
| Os relacionamentos se intensificam. Sandra é vítima de uma armadilha de Emídio e Renato é seduzido por Nora.           |              |                                  |                                     |                                   |                        |
| 5 | 5            | "À Beira do Caminho"             | Cininha de Paula e Miguel Falabella | Miguel Falabella e Rosana Hermann | 28 de setembro de 2022 |
| Uma nova etapa de eliminação dos candidatos está se aproximando e a competição entre eles se intensifica.              |              |                                  |                                     |                                   |                        |
| 6 | 6            | "Flor da Idade"                  | Cininha de Paula e Miguel Falabella | Miguel Falabella e Rosana Hermann | 28 de setembro de 2022 |
| Os assédios começam a fazer parte da vida de todos da companhia de teatro.                                             |              |                                  |                                     |                                   |                        |
| 7 | 7            | "Sucesso, Aqui Vou Eu"           | Cininha de Paula e Miguel Falabella | Miguel Falabella e Rosana Hermann | 28 de setembro de 2022 |
| Os jovens revivem suas memórias ligadas ao teatro enquanto os plano ambiciosos de Nora começam a desabar.              |              |                                  |                                     |                                   |                        |
| 8 | 8            | "A Chuva que Molhou seu Rosto"   | Cininha de Paulae Miguel Falabella  | Miguel Falabella e Rosana Hermann | 28 de setembro de 2022 |
| Maurício e Antônia fazem um teste de elenco para uma novela, Nora chantageia Renato e Emídio espia Sandra.             |              |                                  |                                     |                                   |                        |
| 9 | 9            | "Divino Maravilhoso"             | Cininha de Paula e Miguel Falabella | Miguel Falabella e Rosana Hermann | 28 de setembro de 2022 |
| Uma festa no estúdio de Cristina reúne a todos, enquanto Sandra é sequestrada e mantida em cárcere privado por Emídio. |              |                                  |                                     |                                   |                        |
| 10 | 10           | "Tente Outra Vez"                | Cininha de Paula e Miguel Falabella | Miguel Falabella e Rosana Hermann | 28 de setembro de 2022 |
| A lista final de selecionados é divulgada, é o fim dos sonhos de alguns.                                               |              |                                  |                                     |                                   |                        |

## Música
Lista das músicas originais cantadas pelos personagens da série. A trilha sonora gravada para a produção é distribuída pela Universal Music e Walt Disney Records:
- "Nervos de Aço", Paulinho da Viola
- "Molambo", Maria Bethânia
- "Beatriz", Milton Nascimento
- "Carinhoso", Pixinguinha
- "Nuvem de Lágrimas", Chitãozinho & Xororó
- "Fogão de Lenha", Chitãozinho & Xororó
- "Pra Ser Feliz", Daniel
- "Pense em Mim", Leandro & Leonardo
- "Tempo Perdido", Legião Urbana
- "Toda Forma de Amor", Lulu Santos
- "Perigo", Zizi Possi
- "Lanterna dos Afogados", Os Paralamas do Sucesso
- "Exagerado", Cazuza
- "BR-3", Toni Tornado
- "Eu Quero é Rosetear", Jorge Veiga
- "Kiriê", Agepê
- "O Amor é o Meu País", Ivan Lins
- "Disparada", Renato Braz part. Theo de Barros
- "Sentado à Beira do Caminho", Erasmo Carlos
- "Devolva-me", Adriana Calcanhotto
- "Namoradinha de um Amigo Meu", Roberto Carlos
- "História de uma Gata", Os Saltimbancos part. Nara Leão
- "Tango do Covil", Garganta Profunda
- "Pedaço de Mim", Chico Buarque part. Zizi Possi
- "Flor da Idade", Chico Buarque
- "Balada do Louco", Os Mutantes
- "Mania de Você", Rita Lee part. Roberto de Carvalho
- "Caso Sério", Rita Lee part. Roberto de Carvalho
- "Sucesso, Aqui Vou Eu", Rita Lee
- "Manhãs de Setembro", Vanusa
- "Quem Eu Quero Não Me Quer", Núbia Lafayette
- "Eu Queria Ser John Lennon", Odair José
- "Você Não Me Ensinou a Te Esquecer", Fernando Mendes
- "Tropicália", Caetano Veloso
- "Baby", Gal Costa part. Caetano Veloso
- "Soy Loco Por Ti, America", Caetano Veloso
- "Divino Maravilhoso", Gal Costa
- "Lua Bonita", Raul Seixas
- "Gita", Raul Seixas
- "A Maçã", Raul Seixas
- "Tente Outra Vez", Raul Seixas

## Lançamento
O primeiro trailer da série foi lançado em 31 de agosto de 2022. A primeira temporada da série foi inteiramente lançada no Disney+ em 28 de setembro de 2022, sendo distribuídas em todos os países que dispõem do serviço do streaming.
Em 27 de maio de 2023, a Disney removeu a série da plataforma juntamente com outras dezenas de produções, como parte de uma estratégia para economizar custos.

## Repercussão

### Recepção da crítica
Miguel Morales, escrevendo para o website Arroba Nerd, publicou suas primeiras impressões sobre a série, dizendo: "No meio de alguns tropeços, a atração empolga nesse momentos e em pequenas situações como quando a personagem de Hils invade o palco para auxiliar o filho no meio do teste, ou quando vemos a possíveis relações amorosas e os flertes surgirem para atrapalharem (ou ajudarem!) os candidatos em suas jornadas, ou também como Marita e Renato se veem ameaçados por esses novatos.
O Coro: Sucesso, Aqui Vou Eu acerta mais do que erra nesse primeiro momento, o carisma do elenco jovem e os momentos que eles cantam ajudam a compensar algumas falhas estruturais (a edição é um ponto que deixa muito a desejar, brusca e sem muito refinamento) que a atração nacional tem. No final, o que temos é um começo interessante e empolgante para a produção nacional mais madura dentro do Disney+, até então, e que promete ser uma receita de sucesso se ajustar algumas notas aqui e ali."